# Doddington (Kent)
Doddington es una parroquia civil y un pueblo del distrito de Swale, en el condado de Kent (Inglaterra).

## Geografía
Según la Oficina Nacional de Estadística británica, Doddington tiene una superficie de 8,81 km².

## Demografía
Según el censo de 2001, Doddington tenía 557 habitantes (50,63% varones, 49,37% mujeres) y una densidad de población de 63,22 hab/km². El 19,03% eran menores de 16 años, el 71,81% tenían entre 16 y 74 y el 9,16% eran mayores de 74. La media de edad era de 41,91 años. Del total de habitantes con 16 o más años, el 23,73% estaban solteros, el 59,42% casados y el 16,85% divorciados o viudos.
El 95,67% de los habitantes eran originarios del Reino Unido. El resto de países europeos englobaban al 1,08% de la población, mientras que el 3,25% había nacido en cualquier otro lugar. Según su grupo étnico, todos los habitantes eran blancos. El cristianismo era profesado por el 75,58%, el judaísmo por el 0,53% y cualquier otra religión, salvo el budismo, el hinduismo, el islam y el sijismo, por el 0,53%. El 17,83% no eran religiosos y el 5,53% no marcaron ninguna opción en el censo.
255 habitantes eran económicamente activos, 237 de ellos (92,94%) empleados y 18 (7,06%) desempleados. Había 214 hogares con residentes, 3 vacíos y 5 eran alojamientos vacacionales o segundas residencias.